# Legousia pentagonia
Legousia pentagonia es una especie de planta perteneciente a la familia de las campanuláceas.

## Descripción
Se encuentra en nativa del Mar Egeo y del E de los Balcanes, ha sido citada como adventicia en España; se distingue de Legousia speculum-veneris por tener todas las partes florales de mayor tamaño; dientes del cáliz 14-20 x 1-1,5 mm, corolas hasta de 30 mm de diámetro -lóbulos 15-20 mm-, filamentos estaminales generalmente pelosos, los frutos son cápsulas de 20-30 mm, poco constrictas en el ápice. Pero, aunque las diferencias de tamaño parecen muy claras, en el E del Mediterráneo hay ejem- intermedios, que podrían indicar una potencial hibridación.

## Taxonomía
Legousia pentagonia fue descrita por (L.) Thell. y publicado en Vierteljahrsschrift der Naturforschenden Gesellschaft in Zürich 46: 465. 1908.
Etimología
Legousia: nombre genérico otorgado en honor de Bénigne Le Gouz de Gerland (1695-1773), político e historiador, "Gand-Bailli du Dijonnois", académico honorario de la Academia de Dijón y fundador, en 1771, del Jardín Botánico de la ciudad.
pentagonia: epíteto latino 
Sinonimia
- Campanula coa (A.DC.) D.Dietr.
- Campanula pentagonia L.
- Pentagonia coa (A.DC.) Kuntze
- Prismatocarpus pentagonius (L.) L'Hér.
- Specularia coa A.DC.
- Specularia pentagonia (L.) A.DC.
- Specularia pentagonia var. coa (A.DC.) Nyman
- Specularia pentagonia var. pubescens A.DC.[4][5]